# Philippe Jannet
Philippe Jannet, né le 29 février 1960 à Mantes-la-Jolie dans les Yvelines, est coach de dirigeants et coach des organisations. Il est cofondateur de deux cabinets de coaching : Yaniro.co, destiné aux startups, et 31 Février destiné aux entreprises soucieuses d'accélérer leur transformation.
Précédemment,  il a joué un rôle important dans le développement de la presse numérique en France. Il a notamment occupé les postes de directeur général chargé du numérique du groupe Les Échos, de PDG du Monde interactif, de directeur général du kiosque numérique de la presse d’information ePresse.fr puis de directeur des rédactions et du numérique de Uni-médias, filiale du Crédit agricole. Il a été directeur général délégué du groupe L'Express quelques mois. Formé à HEC, il est désormais coach et met à disposition son expérience pour accompagner les startups et les grandes entreprises souhaitant radicalement se transformer.

## Formation
Maitrise de journalisme du CELSA, doctorat de lettres modernes à Paris IV Sorbonne, coach certifié HEC (coaching de dirigeants, coaching des organisations).

## Carrière
Philippe Jannet a commencé sa carrière comme journaliste et reporter pour Les Nouvelles littéraires, puis pour Paris Match.

### Premiers pas avec le Minitel
Il rejoint Le Parisien Libéré en 1983.
En 1986, il passe au groupe Hachette Filipacchi où il gère les services télématiques des titres du groupe.
Il travaille ensuite pour Jet 7. À cette période, il contribue à produire des dessins animés librement adaptés des grands classiques de l’érotisme.
Il entre ensuite chez Bayard Presse en 1992, en tant que patron de la télématique.

### Les Échos
À l’été 1996, il passe directeur des nouvelles technologies pour Les Échos. Un site Internet est lancé dans la foulée, en septembre.
En 2000, il est élu éditeur de l’année par le Journal du Net.
En 2007, il lance le projet des Échos e-paper.

### Le Monde interactif
En automne 2008, il devient PDG du Monde interactif, filiale numérique du groupe Le Monde, responsable notamment des sites lemonde.fr et lepost.fr. Il accompagne le lancement, en 2008, de la première application iPhone de la presse française, puis lance en 2010 la première application de la presse française sur iPad.
En 2012, Philippe Jannet quitte Le Monde.

### ePresse
Il travaille pour plusieurs grands groupes de presse et devient en parallèle directeur général du kiosque numérique ePresse, fondé en 2011 par huit groupes de presse, réunissant environ 500 titres sur sa plateforme de ventes de journaux en format numérique. En juillet 2015, ePresse devient le kiosque d’Orange, aux côtés de Deezer pour la musique.
Le kiosque ePresse est vendu à Toutabo SA au cours de l’été 2015.

### UNI MEDIAS - Groupe Crédit Agricole
Entré début 2016 chez UNI Editions, devenu depuis Uni Médias, la filiale presse du Crédit Agricole, Philippe Jannet dirige les rédactions multimédias des magazines du groupe (Parents, Dossier Familial, Santé Magazine, Détente Jardin, Régal, Détours en France, Maison Créative...) ainsi que la stratégie numérique. Il a quitté le Groupe en mai 2018.

### L'Express
En novembre 2018, Philippe Jannet est nommé directeur général délégué de L'Express et proposé pour cumuler ce poste avec la fonction de directeur de la rédaction de l'hebdomadaire appartenant depuis 2015 à Altice,,. La rédaction de L'Express, amenée à voter sur cette candidature, rejette sa nomination, certains journalistes se seraient inquiétés d'un possible manque d'indépendance de Philippe Jannet vis-à-vis d'Emmanuel Macron. Les journalistes citent’ notamment l’un de ses tweets moquant le caractère moutonnier des journalistes dans l'affaire Benalla, republiant pour l'occasion une "Une" de Charlie particulièrement critique pour les journalistes .
Il a alors conservé ses fonctions de directeur général délégué du groupe jusqu'à la prise de contrôle du titre de presse par Alain Weill. Philippe Jannet a quitté L'Express le 14 février 2019.

### Le coaching: Yaniro.co et 31Février
En parallèle de sa carrière d'expert des médias, depuis 2018 , Philippe Jannet est devenu coach de dirigeants et coach des organisations. Il a cofondé deux cabinets de coaching : Yaniro.co spécialisé dans le coaching des startuppers et de leurs équipes et 31Février, qui intervient auprès des grandes entreprises en transition. 
Il a participé à la rédaction du livre The Fu***ing Human Factor, comment réussir ou planter sa startup grâce à l'humain . 

## Vie associative
De 2000 à 2012, il est président du Geste, le syndicat des éditeurs en ligne, réunissant plus d’une centaine d’éditeurs de médias en ligne et de prestataires.
Il participe à la création de l’OJD numérique en 1999, dont il devient administrateur de 2003 à 2012. Il préside également la commission numérique de l’OJD de 2006 à 2012.
Il participe également à la mise en place du panel Médiamétrie en 2002. Il sera membre du comité Internet Médiamétrie jusqu’à 2012.
En 2008, il participe aux États généraux de la presse et participe notamment à l’établissement d’un statut d’éditeurs de contenus de presse en ligne.
En 2012, il intervient aux côtés de Nathalie Collin, DG du Nouvel Observateur, dans la bataille contre Google.